# Xã Brown, Quận Vinton, Ohio
Xã Brown (tiếng Anh: Brown Township) là một xã thuộc quận Vinton, tiểu bang Ohio, Hoa Kỳ. Năm 2010, dân số của xã này là 293 người.